# Comté d'Anson
Pour les articles homonymes, voir Anson.

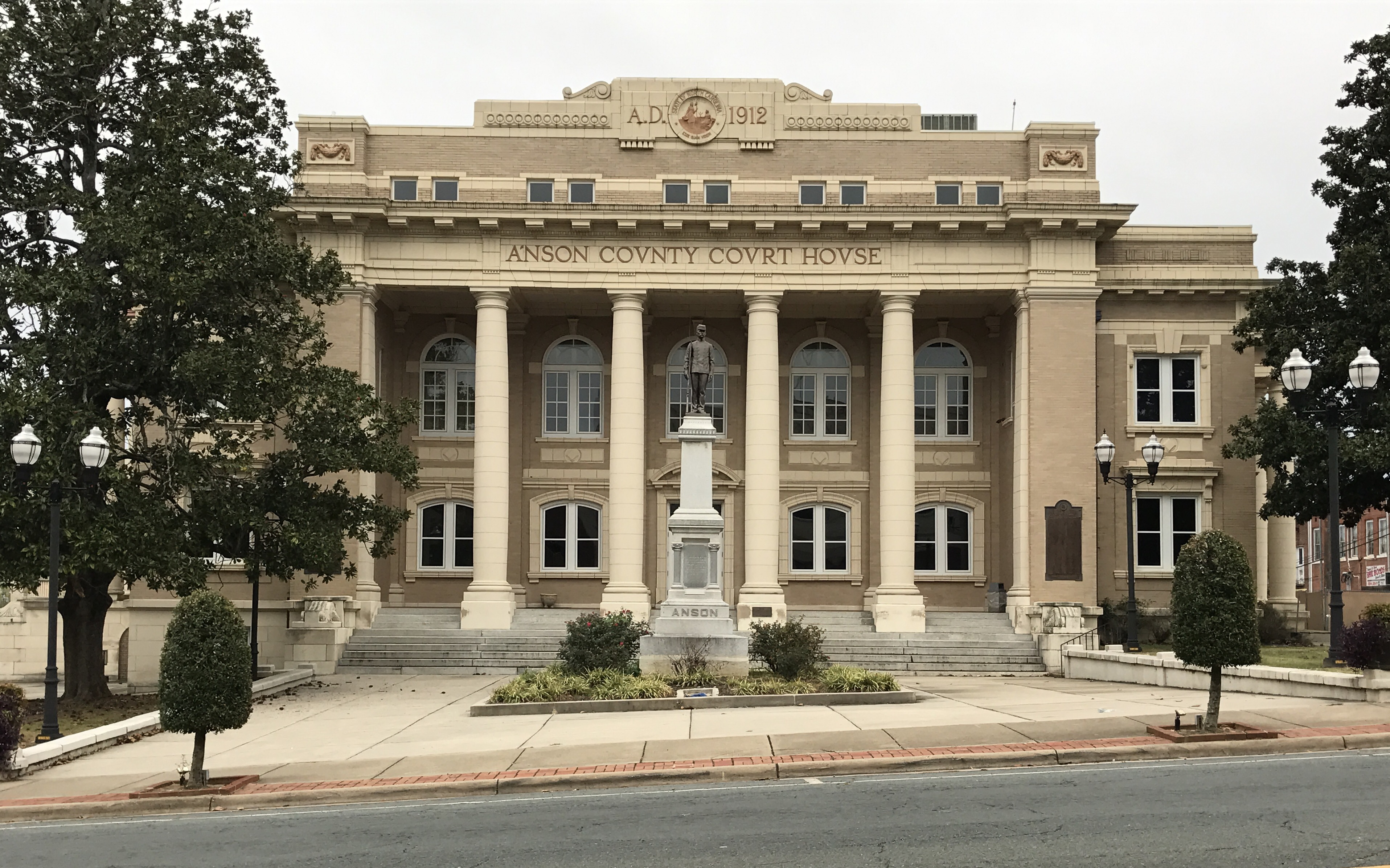
Palais de justice du comté d'Anson à Wadesboro

Le comté d'Anson est un comté situé dans l'État de Caroline du Nord aux États-Unis. D'une superficie de 1 391 km2, le comté est fondé en 1750. Son siège est la ville de Wadesboro.
Son nom vient du baron George Anson, amiral britannique.
Au recensement des États-Unis de 2010, sa population était de 26 948 habitants.

## Démographie

Pyramide des âges basé sur le recensement de 2000.

| 1790  | 1800  | 1810  | 1820   | 1830   | 1840   |
| ----- | ----- | ----- | ------ | ------ | ------ |
| 5 133 | 8 146 | 8 831 | 12 534 | 14 095 | 15 077 |

| 1850   | 1860   | 1870   | 1880   | 1890   | 1900   |
| ------ | ------ | ------ | ------ | ------ | ------ |
| 13 489 | 13 664 | 12 428 | 17 994 | 20 027 | 21 870 |

| 1910   | 1920   | 1930   | 1940   | 1950   | 1960   |
| ------ | ------ | ------ | ------ | ------ | ------ |
| 25 465 | 28 334 | 29 349 | 28 443 | 26 781 | 24 962 |

| 1970   | 1980   | 1990   | 2000   | 2010   | - |
| ------ | ------ | ------ | ------ | ------ | - |
| 23 488 | 25 649 | 23 474 | 25 275 | 26 948 | - |

## Communautés
- 1 Ansonville
- 2 Lilesville
- 3 McFarlan
- 4 Morven
- 5 Peachland
- 6 Polkton
- 7 Wadesboro (siège)